# Символи Франції
Символи Французької Республіки — це емблеми французької нації, які вписуються в республіканську традицію.

## Історичні символи
- оріфлама Сен-Дені
- штандарти та прапори королівської Франції

### Флер-де-Ліс
Флер-де-Ліс (фр. fleur de lys, дослівно «квітка лілії») — лілія. Довгий час лілія була емблемою королів Франції.
В геральдиці герб з ліліями позначає Францію. Більшість європейських держав використовують старі герби часів монархії як знаки суверенітету та національної спадковості. Французька республіка ніколи не бажала використовувати цю емблему.

## Список символів Французької республіки
Національними емблемами П'ятої Республіки є:
| Зображення | Назва | Опис | Дата                             |
| ---------- | --- | --- | -------------------------------- |
|            | Триколірний прапор                                                                                       | Прапор складається з трьох рівних вертикальних смуг — синя (біля щогли), біла (в центрі) та червона (скраю). Має пропорції 2:3. | Затверджен 20 травня 1794 року.  |
|            | Маріанна                                                                                                 | Алегоричне зображення Республіки (зображення молодої жінки у фригійському ковпаку). Уособлює національний девіз Франції: Свобода, Рівність, Братство. | Затверджено у вересні 1792 року. |
|            | Герб ФранціїФранцузька Республіка не має офіційного герба, оскільки герб завжди асоціювався з монархією. | З 2003 року всі державні адміністрації використовують логотип Маріанни на тлі французького прапора. На багатьох інших офіційних документах (наприклад, на обкладинці паспорта) зображена неофіційна емблема Франції. | Затверджено 1999 року            |
|            | 14 липня                                                                                                 | Цього дня Франція святкує історичну подію — штурм Бастилії. Національне свято. | Затверджено 14 липня 1789 року.  |
|            | Орден Почесного легіону                                                                                  | Національний орден (організація), заснований за зразком лицарських орденів, приналежність до якого є найвищою відзнакою пошани та офіційного визнання особливих заслуг у Франції. Прийом у члени Ордена здійснюється за неоціненні військові або цивільні заслуги президентом Французької республіки, який за посадою є Великим Магістром (Гран-Метром) Ордена. Почесний легіон, таким чином, є однією з найважливіших інституцій французької держави. За деякими винятками, в Орден не приймають посмертно. За твердженням генерала Де Голля: «Почесний легіон — це спільнота еліти живих». | Засновано 19 травня 1802 року.   |
|            | Орден «За заслуги»                                                                                       | Друга після ордена Почесного легіону нагорода у Франції. Вручається за видатні військові або цивільні заслуги. | Засновано 3 грудня 1963 року.    |

## Інші символи
- Жанна д'Арк
- багет
- 14 липня
- Ейфелева вежа

| Зображення | Назва                                      | Опис | Дата                  |
| ---------- | ------------------------------------------ | --- | --------------------- |
|            | Велика печатка Франции                     | Сучасна печатка походить з часів Другої Республіки. На ній зображується символ Свободи — сидяча жінка, увінчана лавровим вінцем з сімома шипами. | З 1848 року.          |
|            | Свобода, рівність, братерство              | Девіз Французької Республіки. | З 1848 року.          |
|            | Марсельєза                                 | Гімн Французької Республіки. | З 14 липня 1795 року. |
|            | Галльський півень                          | Символ Французької Республіки. | З 1601 року.          |
|            | Лотаринзький хрест (фр. Croix de Lorraine) | Символ руху Опору у Франції | З 1940 року.          |